# Solanum canense
Solanum canense är en potatisväxtart som beskrevs av Per Axel Rydberg. Solanum canense ingår i släktet skattor som ingår i familjen potatisväxter. Inga underarter finns listade i Catalogue of Life.